# Yan Junqi
 'Yan Junqi' (chino 严 隽 琪; Wusian, 1946) es una política china, actualmente vicepresidenta de la comisión permanente de la Asamblea Popular Nacional de China, y presidenta de la Asociación China para la Promoción de la Democracia.

## Biografía
Yan Junqi nació en Wuxian, provincia de Jiangsu, en agosto de 1946. Su padre murió cuando ella tenía seis años, y junto con otros 4 hermanos, fue criada por su madre en condiciones muy duras. Se graduó en el departamento de ingeniería mecánica en la Universidad de Shanghái Jiao Tong (SJTU). Después de graduarse de SJTU en agosto de 1968, Yan fue enviado a trabajar en la mina de carbón Woniu en Xuzhou. Después de la Revolución Cultural, Yan se inscribió nuevamente en el departamento de ingeniería mecánica de SJTU en 1978 y obtuvo su maestría en 1981. Luego se convirtió en profesor en la universidad. En poco tiempo, Yan fue enviada a estudiar a Dinamarca, y obtuvo su doctorado en el departamento de ingeniería naval de la escuela de mecánica en el Instituto Tecnológico de Dinamarca en 1986.